# Dariush Shayegan

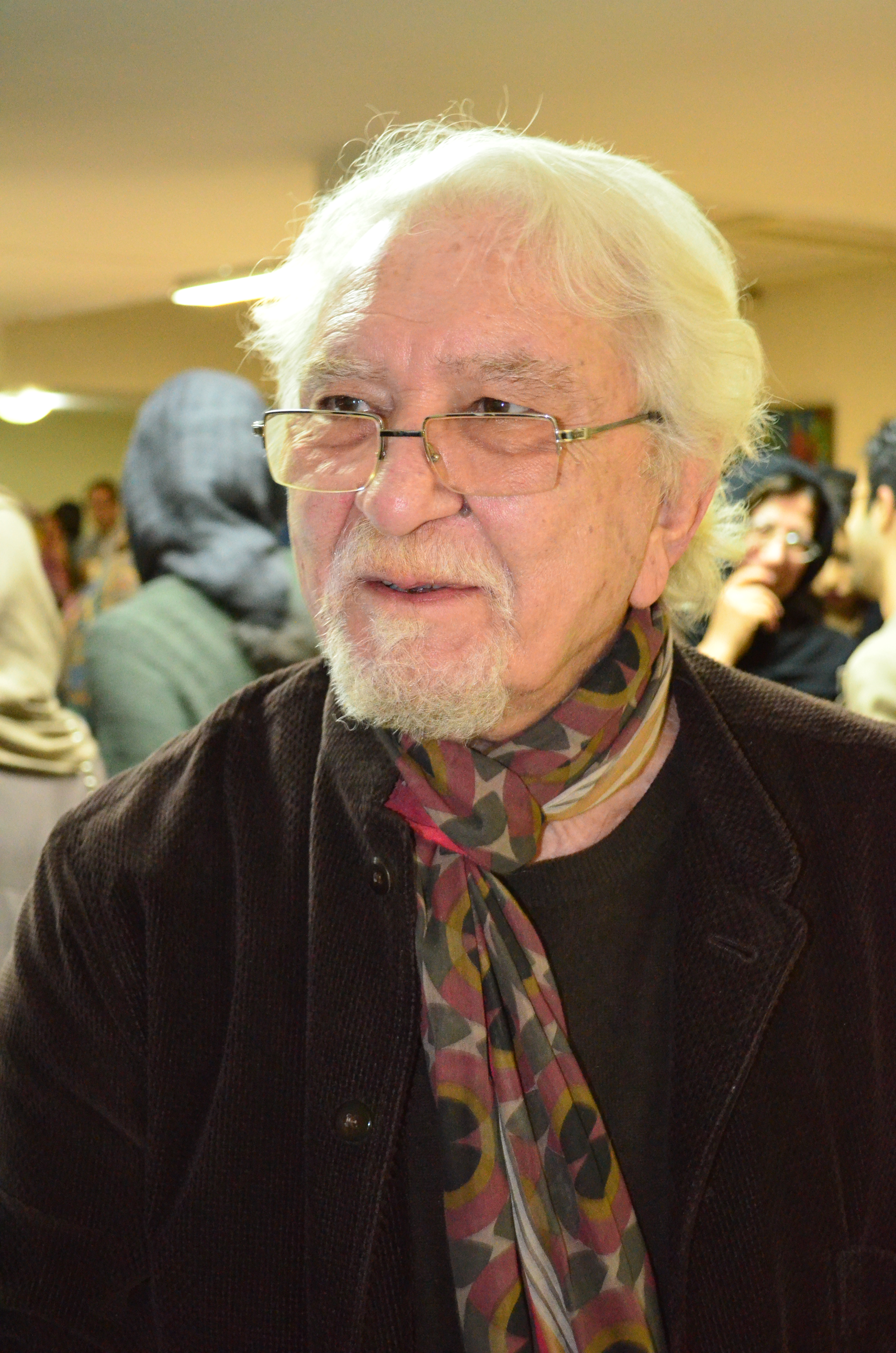
Dariush Shayegan

Dariush Shayegan (ur. 2 lutego 1935 w Teheranie, zm. 22 marca 2018 tamże) – irański pisarz, filozof, teoretyk kultury.

## Życiorys
Shayegan studiował na Sorbonne University w Paryżu. Był profesorem religii sanskryckiej i indyjskiej na Uniwersytecie w Teheranie.
Napisał powieść „Land of Mirage” w języku francuskim, która zdobyła nagrodę ADELF, przyznaną przez Stowarzyszenie Autorów Francuskich 26 grudnia 2004 roku. Był wśród trójki Irańczyków, którzy zdobyli nagrodę ADELF (oprócz niego byli to: Ahmad Kamyabi Mask i Javad Hadidi). Według perskiego dziennika Aftab, Shayegan jest dobrze znany we Francji ze swoich książek z zakresu filozofii i mistycyzmu.
Shayegan, który uczył się u Henry Corbin w Paryżu, ma także wiele pionierskich prac nad perskim mistycyzmem i mistyczną poezją. Był założycielem irańskiego Centrum Badań Cywilizacji. W 1977 r. Shayegan zainicjował międzynarodowe sympozjum na temat „dialogu między cywilizacjami”, koncepcję, która została selektywnie przejęta przez byłego irańskiego prezydenta Mohammada Chatamiego. W 2009 Shayegan otrzymał inauguracyjną nagrodę Global Dialogue, międzynarodową nagrodę za „wybitne osiągnięcia w rozwoju i stosowaniu międzykulturowych badań wartości”, w uznaniu jego dialogicznej koncepcji podmiotowości kulturowej.
Dariush Shayegan zmarł 22 marca 2018 roku w wieku 83 lat w Teheranie.

## Główne prace
- Hindouisme et Soufisme, une lecture du «Confluent des Deux Océans», Éditions de la Différence, Paris 1979, 2nd edition, Albin Michel, Paris.
- Qu’est-ce qu’une révolution religieuse? Presses d’aujourd’hui, Paris 1982, deuxième édition, Bibliothèque Albin Michel des idées, Paris,1991.
- Le regard mutilé, Schizophrénie culturelle: pays traditionnels face à la modernité, Albin English Translation: Cultural Schizophrenia, Islamic Societies Confronting the West, Translated from the French by John Howe, Saqi books, London 1992. Also published by Syracuse University Press, 1997.
- Henry Corbin, La topographie spirituelle de l’Islam iranien, Éditions de la Différence, Paris, 1990.
- Les illusions de l’identité, Éditions du Félin, Paris, 1992.
- Sous les ciels du monde, Entretiens avec Ramin Jahanbegloo, Éditions du Félin, 1992.
- Au-delà du miroir, Diversité culturelle et unité des valeurs, Editions de l’Aube, 2004.
- La lumière vient de l’Occident, Le réenchantement du monde et la pensée nomade, L’aube, essai. Paris, 2001, troisième édition, 2005, quatriéme édition, essai poche, 2008.
- Terre de mirages, avec la collaboration de Maryam Askari, La collection Regards croisés, Éditions de l’Aube, Paris, 2004.